# Julius Milde

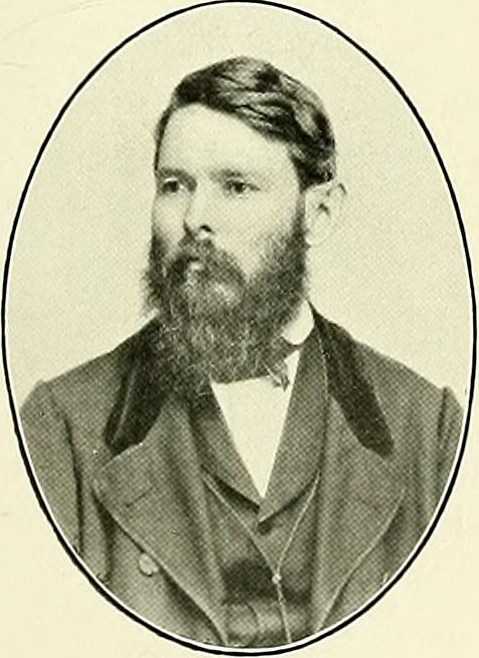

Carl August Julius Milde oder kurz Julius Milde (* 2. November 1824 in Breslau; † 3. Juli 1871 in Meran) war ein schlesischer, preußischer, deutscher Botaniker. Sein offizielles botanisches Autorenkürzel lautet „Milde“.

## Leben
Im elften Lebensjahr kam Carl August Julius Milde auf das Maria-Magdalenen-Gymnasium seiner Heimatstadt Breslau. Bereits als Primaner hatte er sich als eifriger Botanisierer eine umfangreiche Naturaliensammlung angelegt. Da er sich alles selbst erarbeiten musste, erforderte dies auch großen körperlichen Einsatz. Nach der Reifeprüfung im Jahre 1846 studierte er Naturwissenschaften an der Universität Breslau. Bei seinem breit angelegten Studium konzentrierte er sich zunehmend auf die Botanik. Heinrich Göppert, eine weit über Breslau hinaus anerkannte Kapazität, gewann den jungen Milde ganz für seine Disziplin und blieb ihm bis zu seinem Tod väterlich verbunden. Schon Mildes Dissertationsarbeit im Jahre 1850 war von solcher Bedeutung, dass die Leopoldinisch-Carolingische Akademie der Naturforscher den jungen Wissenschaftler zu ihrem Mitglied machte. Milde bestand die Lehramtsprüfung im Jahr 1851, und nach anschließender Probekandidatur war er ab 1853 als Lehrer an der Breslauer Realschule „Zum Heiligen Geist“ tätig. Julius Milde starb bereits in seinem 48. Lebensjahr während eines seiner Kuraufenthalte in Meran.

## Leistung
Bei seinen wissenschaftlich-botanischen Studien spezialisierte er sich immer mehr auf die Erforschung der Kryptogamen. Das Ergebnis waren Jahr für Jahr umfangreiche, teils ausgezeichnete Arbeiten. Doch sein wissenschaftlicher Ehrgeiz und Forschungsdrang und dazu die Lehrtätigkeit an der Schule schädigten seine Gesundheit zunehmend. Schon 1847 war er zu Kuren in Bad Salzbrunn (poln. Szczawno Zdr.) und Bad Reinerz (poln. Duszniki Zdr.) gewesen. Doch die Beschwerden der Atemwege hatten sich verschlimmert. So ging er 1861 nach Bad Reichenhall und nach Meran. Im Sommer 1862 war er zwar wieder in Breslau, musste aber in den folgenden beiden Wintern zurück nach Meran. Doch er ließ sich von seiner Forscherarbeit nicht abbringen. 1865 erschien sein Buch über „Die höheren Sporenpflanzen Deutschlands und der Schweiz“. Die von ihm 1869 veröffentlichte  Arbeit „Bryologia silesiaca“ galt zu seiner Zeit als das wichtigste systematische Werk über Moose. In den verschiedenen Publikationen der „Schlesischen Gesellschaft für Vaterländische Kultur“ erschienen  viele Beiträge von Milde, in denen er über seine Funde bei Exkursionen besonders auf dem Gebiet der Phanerogamen berichtet.
Zahlreiche wissenschaftliche Gesellschaften ernannten Milde zu ihrem Ehrenmitglied. Sein Name lebt in  der Kryptogamenkunde weiter fort. In der botanischen Literatur ist sein Name verbunden mit mehreren von ihm entdeckten Pflanzen. Besondere Bedeutung erhielten seine monographischen Arbeiten über die Klasse der Schachtelhalme (Sphenopsida). Sie führten zu neuen Kenntnissen in der Anatomie und Morphologie. Noch kurz vor seinem Tod wurde ihm der Titel eines königlichen Professors verliehen.
Ihm zu Ehren wurde die Gattung Mildella Trevis. der Pflanzenfamilie der Pteridaceae benannt.

## Werke
- Die Verbreitung der schlesischen Laubmoose nach den Höhen und ihre Bedeutung für die Beurtheilung der schlesischen Flora, Jena 1861
- Die höheren Sporenpflanzen Deutschland's und der Schweiz, Leipzig 1865
- Bryologia silesiaca, Leipzig 1869